# Campionati mondiali di sollevamento pesi 1938
I Campionati mondiali di sollevamento pesi 1938, 24ª edizione della manifestazione, si svolsero a Vienna dal 21 al 23 ottobre 1938.

## Titoli in palio
| Categoria            | Eventi        |
| -------------------- | ------------- |
| Pesi piuma           | 60 kg         |
| Pesi leggeri         | 67.5 kg       |
| Pesi medi            | 75 kg         |
| Pesi massimi leggeri | 82.5 kg       |
| Pesi massimi         | Oltre 82.5 kg |

## Risultati
Ai campionati parteciparono 38 atleti rappresentanti di 11 nazioni. Germania, Stati Uniti, Austria, Egitto, Italia, Estonia e Francia entrarono nel medagliere.
| Evento        | Oro              | Oro   | Argento         | Argento | Bronzo          | Bronzo |
| ------------- | ---------------- | ----- | --------------- | ------- | --------------- | ------ |
| 60 kg         | Georg Liebsch    | 305,0 | Attilio Bescapè | 300,0   | Anton Richter   | 297,5  |
| 67.5 kg       | Anthony Terlazzo | 350,0 | Attia Hamouda   | 342,5   | Karl Schwitalle | 332,5  |
| 75 kg         | Adolf Wagner     | 367,5 | Rudolf Ismayr   | 360,0   | John Terpak     | 357,5  |
| 82.5 kg       | John Davis       | 387,5 | Fritz Haller    | 377,5   | Louis Hostin    | 372,5  |
| Oltre 82.5 kg | Josef Manger     | 410,0 | Steve Stanko    | 397,5   | Arnold Luhaäär  | 390,0  |

## Medagliere
| Posiz. | Nazione     | Oro | Argento | Bronzo | Totale |
| ------ | ----------- | --- | ------- | ------ | ------ |
| 1      | Germania    | 3   | 1       | 1      | 5      |
| 2      | Stati Uniti | 2   | 1       | 1      | 4      |
| 3      | Austria     | 0   | 1       | 1      | 2      |
| 4      | Egitto      | 0   | 1       | 0      | 1      |
| 4      | Italia      | 0   | 1       | 0      | 1      |
| 6      | Estonia     | 0   | 0       | 1      | 1      |
| 6      | Francia     | 0   | 0       | 1      | 1      |
| Totale | Totale      | 5   | 5       | 5      | 15     |